# Délibáb (album)
A Délibáb a Hiperkarma magyar alternatívrock-együttes negyedik stúdióalbuma, amely 2017. március 1-jén jelent meg.

## Háttér és kompozíció
A Délibáb dalszerzője és szövegírója – a zenekar többi albumához hasonlóan – a Hiperkarma frontembere, Bérczesi Róbert volt, akinek új szerzeményei (Délibáb, Elmondanám, Boldog még stb.) mellett több olyan dal is felkerült a lemezre, amelyek a zenész munkásságának korábbi időszakából származnak. Így több dal (mint a Másé voltam mindig, a Tudnod kell és a Megünnepelni jó) Bérczesi korábbi zenekara, a BlaBla kiadatlan vagy demófelvételen megjelent dalai átdolgozásának, újraértelmezésének tekinthető. A Recorder írója a lemezt egy „könnyedebb kiadványnak” nevezte, amely megszólalásában „a kései BlaBla-dalok és korai hiperkarma-világa közé lőhető be”.

## Megjelenése
2016 júliusában a zenekar két kislemezt is megjelentetett a negyedik stúdióalbum beharangozásaként. Az egyik a lemez későbbi címadó dala, a Délibáb lett, amelyhez videóklip is készült a ZUP zenekar énekesnője, Farkas Krisztina főszereplésével. A másik kiadott dal a Szóbaszó címet viseli. Decemberben újabb kislemez jelent meg a lemezről Megünnepelni jó címmel, ami a 2017-es Fishing on Orfű fesztiválhimnuszául is szolgál.
A stúdióalbum 2017. március 1-jén jelent meg különböző digitális felületeken.

## Fogadtatása
A Recorder szerzője a Délibáb dalait kimagaslónak, Bérczesi előadását utánozhatatlannak, a zenekar játékát kiválónak nevezte. A lemez a 27. helyen debütált a Mahasz Top 40 album-, DVD- és válogatáslemez-listáján. Legjobb helyezése 3. hely volt. Az album Délibáb című dalát 2017-ben jelölték a Fonogram díjra az év külföldi alternatív vagy indie-rock albuma vagy hangfelvétele kategóriájában, a győztes azonban a Jónás Vera Experiment albuma lett.

## Az album dalai
| #   | Cím                | Hossz |
| --- | ------------------ | ----- |
| 1.  | Délibáb            | 04:59 |
| 2.  | Elmondanám         | 03:57 |
| 3.  | Másé voltam mindig | 03:12 |
| 4.  | Tudnod kell        | 02:56 |
| 5.  | Megünnepelni jó    | 02:50 |
| 6.  | Szóbaszó           | 05:43 |
| 7.  | Újra délelőtt      | 01:44 |
| 8.  | Jó végre           | 03:40 |
| 9.  | Odadom             | 02:29 |
| 10. | Boldog még         | 03:52 |